# Actaea cimicifuga
Actaea cimicifuga är en ranunkelväxtart som beskrevs av Carl von Linné. Actaea cimicifuga ingår i släktet trolldruvor, och familjen ranunkelväxter.

## Underarter
Arten delas in i följande underarter:
- A. c. foliolosa
- A. c. racemosa